# レジーナ・レズニック
レジーナ・レズニック（Regina Resnik, 1922年8月30日 - 2013年8月8日）は、アメリカ出身のソプラノ歌手、メゾ・ソプラノ歌手。
ブロンクス区のロシア系移民のレズニック(Resnick)家に生まれる。後にレズニック姓の綴りの"c"を略するようになった。13歳の時にロザリー・ミラーから最初の声楽レッスンを受け、ラジオ番組であるメジャー・ボウズのオリジナル・アマチュア・アワーに出場して10ドルの賞金を獲得している。16歳の時にはジュリアード音楽院への進学を断り、ハンター・カレッジに進む。師のミラーの紹介により、フリッツ・ブッシュの知己を得、1942年にブッシュのニューヨーク・オペラ・カンパニーの《マクベス》の公演に参加してデビューを飾った。その後、メキシコにてエーリヒ・クライバーの指揮で歌った。1944年にはメトロポリタン歌劇場のオーディションに合格し、ジンカ・ミラノフの代役として《イル・トロヴァトーレ》のレオノーラ役を歌って成功をおさめた。1953年にバイロイト音楽祭に《ヴァルキューレ》のジークリンデ役て登場するも、その後声質の変化のため、ソプラノからメゾソプラノに声域を変更して活動するようになった。1958年にはメトロポリタン歌劇場でのサミュエル・バーバーの《ヴァネッサ》の初演に老男爵夫人役として参加。1970年代からは演出家としても活動するようになった。
マンハッタンにて死去。